# Cheri, Cheri Lady
"Cheri, Cheri Lady" é uma canção da dupla alemã Modern Talking lançada em seu segundo álbum de estúdio, Let's Talk About Love (1985). Foi liberada como único single do álbum em 2 de setembro de 1985 e chegou ao primeiro lugar na Alemanha, tornando-se o terceiro número um consecutivo do duo no país, após "You're My Heart, You're My Soul" e "You Can Win If You Want". Ficou quatro semananas no topo e um total de 24 semanas na parada em geral, rendendo-lhes um disco de ouro por mais de 250 mil unidades vendidas. "Cheri, Cheri Lady" também recebeu disco de prata na França pelo mesmo número de vendas.

## Posição nas paradas musicais
| Parada (1985–1986)                          | Melhor posição |
| ------------------------------------------- | -------------- |
| Áustria (Ö3 Austria Top 75)                 | 1              |
| Bélgica (Ultratop 50 de Flandres)           | 3              |
| Dinamarca (IFPI)                            | 3              |
| Europa (European Hot 100 Singles)           | 8              |
| Finlândia (Suomen virallinen lista)         | 1              |
| França (SNEP)                               | 18             |
| Grécia (IFPI)                               | 1              |
| Itália (Musica e dischi)                    | 15             |
| Países Baixos (Dutch Top 40)                | 10             |
| Países Baixos (Single Top 100)              | 8              |
| Noruega (VG-lista)                          | 1              |
| África do Sul (Springbok Radio)             | 13             |
| Espanha (AFYVE)                             | 1              |
| Suécia (Sverigetopplistan)                  | 3              |
| Suíça (Schweizer Hitparade)                 | 1              |
| Alemanha Ocidental (Official German Charts) | 1              |

| Parada (1985)                               | Posição |
| ------------------------------------------- | ------- |
| Bélgica (Ultratop 50 Flanders)              | 23      |
| Países Baixos (Dutch Top 40)                | 85      |
| Países Baixos (Single Top 100)              | 86      |
| Suíça (Schweizer Hitparade)                 | 21      |
| Alemanha Ocidental (Official German Charts) | 18      |

## Certificações
| Região                                                                                                  | Certificação | Vendas   |
| --- | ------------ | -------- |
| França (SNEP)                                                                                           | Prata        | 250,000* |
| Germany                                                                                                 | Ouro         | 500,000  |
| *números de vendas baseados somente na certificação ^números de vendas baseados somente na certificação |              |          |